# Bonne Conduite
Pour plus de détails, voir Fiche technique et Distribution.
Bonne Conduite est un film français réalisé par Jonathan Barré, sorti en 2023.
Le film suit une formatrice en sécurité routière le jour, Pauline qui s'occupe des chauffards à sa manière la nuit : elle les traque puis les tue.

## Synopsis
Ancienne psychologue, Pauline Cloarec est devenue formatrice en sécurité routière en Bretagne depuis qu'un chauffard a percuté sa voiture, tuant sur le coup Dorian, son compagnon. Dès lors, Pauline anime des stages de récupération de points avec Soazig, une de ses amies. La jeune femme cache cependant un secret. La nuit, au volant d'une Subaru Impreza, elle traque ses stagiaires les plus avides de vitesse et les tue pour éviter que d'autres personnes ne meurent à cause de leur conduite dangereuse. En outre, Pauline, attend impatiemment la remise en liberté de Jean-Claude Lalouette, le tueur de Dorian, pour se venger.
Au cours d'un énième stage, Pauline repère Jean-Yves Lapick, un industriel imbu de lui-même qu'elle désigne comme sa prochaine victime. Par mégarde, Pauline oublie de mettre sa cagoule lors de son attaque mais tue Lapick en faisant s'écraser sa voiture, qui explose en contrebas d'une falaise. À sa grande surprise, Lapick se présente le lendemain matin au stage en expliquant qu'il a eu un accident de la route. De leur côté, le commandant Kervella et son collègue, le capitaine Giordano, enquêtent sur l'accident et découvrent un homme brûlé mais vivant, dans le coffre de la voiture.
Pauline continue sa croisade contre les chauffards, même si elle n'arrive pas à comprendre pourquoi Lapick ne l'a pas dénoncée. L'homme l'attend chez elle et lui explique qu'il a été éjecté de sa voiture, car il n'avait pas mis sa ceinture de sécurité. L'intervention de Pauline le met dans une situation délicate, car l'homme du coffre, Bellec, était le propriétaire de la voiture et sa mule, chargée de convoyer du cannabis. Ayant suivi Pauline et filmé ses escapades nocturnes, Lapick lui demande de remplacer Bellec pour livrer une cargaison au gang des Irlandais, sans quoi il montrera les preuves aux policiers. Avant de partir, il prend également l'urne contenant les cendres de Dorian en tant que garantie supplémentaire. À l'hôpital, Kervella et Giordano interrogent Bellec, qui n'arrive à articuler que « Kaiser Sausé » avant de décéder, que les enquêteurs interprètent comme Keyser Söze sans trouver de liens avec leur enquête.
Pour éviter un maximum Lapick, Pauline accepte l'invitation d'Élouan, un ostréiculteur récemment divorcé, qui est tombé amoureux d'elle lors d'un stage. Le courant passe bien entre les deux et Pauline commence à faire le deuil de Dorian. Entre temps, Kervella et Giordano ont réussi à remonter jusqu'au centre de formation et interrogent Pauline et Soazig. Amatrice de course, Soazig leur explique qu'elle possédait une Subaru Impreza, mais qu'elle lui a été volée l'année précédente. Pauline prend peur et tente sans y parvenir de faire disparaître la voiture dans un étang. De retour chez elle, les policiers l'interrogent à nouveau et, grâce aux indices qu'ils ont en leur possession, ils sont maintenant convaincus que Soazig est la meurtrière.
Bien que la libération de Lalouette approche, Pauline doit faire la mule jusqu'à la planque des Irlandais. Juste après son départ, Lapick est torturé par les cousins de Bellec, qui souhaitent venger sa mort et récupérer l'argent de la transaction. La suivant grâce au GPS que Lapick utilise pour surveiller Pauline, les Bellec tirent sur une caravane en pensant qu'elle s'y trouve avant de se faire tuer par les Irlandais. En réalité, le chien de la cheffe du gang avait avalé le GPS.
Dans le même temps, Kervella et Giordano interrogent Soazig, la mettant dos au mur puisqu'elle a un alibi pour la nuit du meurtre : ils découvrent qu'elle était Ciment Man, la personne qui cimentait les radars de la région, d'où le fait qu'elle était à plus d'une heure de route le soir du meurtre de Bellec. À son retour avec l'argent des Irlandais, Pauline se cache en passant devant chez elle en voyant les nombreuses voitures de police. À la suite de la perquisition où les policiers ont trouvé ses carnets où elle rumine sa vengeance et les trophées de ses chasses nocturnes, sa culpabilité ne fait plus aucun doute.
Le lendemain, en montant dans sa camionnette, Élouan trouve un mot de Pauline, qui lui explique que l'argent lui servira à rembourser ses dettes. Les policiers, eux, sont en planque à la prison de Brest, persuadés que Pauline se montrera pour tuer Lalouette. En réalité, Pauline se trouve au port, armée d'un pistolet, pour confronter Lapick. Ce dernier jette les cendres de Dorian à la mer et Pauline est précipitée à l'eau. Lapick tire en sa direction. À la suite de ces coups de feu, les policiers sont appelés par radio. Dans un premier temps, ils veulent rester, pensant toujours que Pauline allait arriver, mais une fois les détails connus, ils abandonnent leur cachette en vitesse pour aller arrêter Lapick, découvrant au passage que Le « Kaiser Sausé », mal prononcé, est le nom d'un de ses bateaux, le Kaer Soazig. De son côté, Pauline arrive à leur échapper encore une fois, vole un véhicule, et suit Lalouette jusqu'à une route de campagne. Alors qu'elle est sur le point de le tuer, Lalouette lui explique qu'il n'est pas le véritable meurtrier, mais c'est son fils : la nuit de l'accident, le garçon, alcoolisé et drogué, avait pris la voiture de son père pour impressionner une fille. Pour éviter qu'il ne gâche les meilleures années de sa vie, Lalouette s'était dénoncé à sa place. Peu de temps avant la libération de Lalouette, son fils s'est tué à cet endroit même, à la suite d'un excès de vitesse. Pauline, dépitée, repart sans savoir quoi faire.
Quelques mois plus tard, Pauline, heureuse, qui a réussi à échapper aux policiers, s'est installée sur l'île de Sein, proche d'Audierne, où elle attend qu'Élouan et son fils la rejoignent.

## Fiche technique
Sauf indication contraire, les informations mentionnées dans cette section peuvent être confirmées par les bases de données cinématographiques IMDb et Allociné,  présentes dans la section « Liens externes ».
- Titre original : Bonne Conduite
- Réalisation : Jonathan Barré
- Scénario : Jonathan Barré et Laurent Vayriot
- Musique : Charles Ludig
- Décors : Charlotte Greene Gonnot
- Costumes : Anaïs Blanc
- Photographie : Sébastien Cros
- Montage : Delphine Guilbaud
- Son : Arnaud Trochu
- Production : Patrick Godeau
- Sociétés de production : TF1 Films Production, Alicéleo et Waiting for Cinéma
- Sociétés de distribution : Pan Distribution
- Pays de production :  France
- Langue originale : français
- Format : couleur — 2,35:1
- Genre : Comédie noire
- Durée : 95 minutes
- Dates de sortie :
  - France : 21 mars 2023 (Brest et Douarnenez)[1] ; 29 mars 2023 (sortie nationale)
  - Suisse romande : 29 mars 2023
  - Belgique : 19 avril 2023

## Distribution
Sauf indication contraire ou complémentaire, les informations mentionnées dans cette section proviennent du générique de fin de l'œuvre audiovisuelle présentée ici.
- Laure Calamy : Pauline Cloarec
- David Marsais : commandant Kervella
- Grégoire Ludig : capitaine Giordano
- Sixtine Aupetit : Soazig Morin
- Tchéky Karyo : Jean-Yves Lapick
- Thomas VDB : Élouan Le Guilcher
- Ragnar Le Breton : Michel
- Olivier Marchal : Jean-Claude Lallouette
- Julien Pestel : Dr Godeau
- Marion Creusvaux : Cynthia
- David Salles : Bellec nerveux
- Rudy Cabrol : Bellec simplet
- Laurent Vayriot : Killian Bellec
- Alex Ramirès : Blodwyn
- Thomas Ngijol : Dorian (photos)
- Adrien Ménielle : le pêcheur
- Davy Mourier : Homme alcoolisé, première victime

## Production

### Genèse et développement
Jonathan Barré s'inspire de Fargo de Joel et Ethan Coen et de la La Mort aux trousses d'Alfred Hitchcock pour la réalisation. Il souhaite mélanger film noir et absurde, en transposant des codes du film américain dans un environnement français. Il privilégie le côté comédie aux scènes d'horreur et de crime, avec des gags lents, en harmonie avec le rythme du film.

### Tournage
Originaire de Quimper, Jonathan Barré souhaite réaliser le film dans la région de son enfance. Plus jeune, il rêve de filmer dans la criée de Douarnenez, et « ça [le] faisait marrer d'entendre le mot Plouhinec au cinéma ».
Le film est tourné dans plusieurs villes du Finistère, dont Douarnenez, Landunvez (la route touristique de la course-poursuite avec Lapick), Brest (Porte Surcouf sur le port pour la prison et Route de Sainte-Anne pour l'avant-dernière scène) et sur l'île de Sein, en mai et juin 2022,.

### Musique
La musique du film est composée par Charles Ludig, qui a déjà travaillé sur les deux précédents films de Jonathan Barré, La Folle Histoire de Max et Léon et Les Vedettes. Elle fait référence aux films de John Carpenter, avec des moments plus décalés, inspiré d'Herbert Léonard.

## Accueil

### Sortie
Les 21 et 22 mars 2023, le film effectue trois avant-premières en Bretagne (les seules en France) : à Douarnenez, principal lieu de tournage, ainsi qu'à Brest et Rennes,. Il sort en salles le 29 mars 2023.

### Accueil critique
Sur le site Allociné, le film reçoit une moyenne de 2,6⁄5, après avoir recensé 14 titres de presse.
La critique presse est mitigée. Alors que Le Monde décrit un film à l'humour noir, « parfait Bison futé antitestostérone » et Le Parisien comme une « comédie policière loufoque, à l'humour décalé », plusieurs médias ne sont pas convaincus par le film. Le Journal du dimanche et Première décrivent une comédie ratée malgré les promesses d'une mise en scène originale,. Jérémie Couston dans Télérama parle d'une "comédie noire pas assez loufoque pour convaincre". Numéro parle cependant d'une prestation d'actrice "jubilatoire".

### Box-office
Le jour de sa sortie nationale, la comédie réunit 9 211 spectateurs (après les 773 spectateurs des trois avant-premières) sur 933 séances. Le film se positionne en quatrième position des sorties du jour.
Après une semaine d'exploitation, le film comptabilise 71 102 entrées pour 234 copies, sans atteindre le top 10 du box-office de la semaine, un résultat décevant par rapport au précédent film de Jonathan Barré, Les Vedettes, qui avait réuni 179 006 billets lors de la première semaine. En deuxième semaine d'exploitation, le film chute à 30 818 entrées.
Après six semaines d'exploitation, le film plafonne à 122 198 entrées.
| Pays ou région | Box-office      | Date d'arrêt du box-office | Nombre de semaines |
| -------------- | --------------- | -------------------------- | ------------------ |
| France         | 122 198 entrées | 9 mai 2023                 | 6                  |
| Total mondial  | 877 324 $       | -                          | -                  |